# Taller in More Ways
„Taller in More Ways“ е четвъртият студиен албум на британската поп-група Шугабейбс издаден през октомври 2005 (оригинална версия) и през февруари 2006 (преиздадена версия с вокалите на Емел Бераба). Албумът достига номер едно във Великобритания и с общи продажби от 900 000 копия във Великобритания получава два пъти платинена сертификация.

## Списък с песните

### Оригинален траклист
1. „Push the Button“ – 3:39
2. „Gotta Be You“ – 3:40
3. „Follow Me Home“ – 3:58
4. „Joy Division“ – 3:59
5. „Red Dress“ – 3:38
6. „Ugly“ – 3:51
7. „It Ain't Easy“ – 3:05
8. „Bruised“ – 3:04
9. „Obsession“ – 3:52
10. „Ace Reject“ – 4:15
11. „Better“ – 3:44
12. „2 Hearts“ – 4:52

### 2006 преиздание
1. „Now You're Gone“ – 3:55